# Macroglossum phocinum
Macroglossum phocinum là một loài bướm đêm thuộc họ Sphingidae, chi Macroglossum.